# 규제 기술
규제 기술(Regulatory technology, 약어: RegTech)는 규제 및 규정 준수 프로세스를 향상시키기 위해 정보기술을 사용하는 것이다. 규제 기술은 금융 서비스, 게임, 의료, 제약, 에너지 및 항공과 같이 규제가 심한 산업 및 활동에 가장 유용하게 적용된다. 규제 기술은 규제 모니터링, 보고 및 규정 준수에 특히 중점을 두고 투명성과 일관성을 강화하고 규제 프로세스를 표준화하여 규제의 모호성을 제거하고 더 낮은 비용으로 더 높은 품질의 결과를 제공하는 것을 목표로 한다.
현재까지 규제 기술은 예를 들어 고객 요구 사항을 파악하는 맥락에서 금융 서비스 업계의 수동 보고 및 규정 준수 프로세스의 디지털화에 중점을 두고 있으며 종종 핀테크의 하위 집합으로 잘못 인식된다. 에너지와 같은 더 넓은 산업에 대한 적용은 규제 기술이 정부 기술(GovTech)의 하위 집합임을 확인한다.
규제 기술은 업계와 규제 기관에 상당한 비용 절감 효과를 제공하며, 2016년 학술 논문에서는 규제 기술의 잠재력이 훨씬 더 크다고 언급하면서 "위험을 식별하고 해결하는 동시에 위험을 촉진하는 실시간에 가까운 비례적인 규제 체제를 가능하게 할 수 있는 잠재력이 있으며 훨씬 더 효율적으로 규정을 준수할 수 있다"고 밝혔다.
보고서는 계속해서 규제 기술의 혁신적인 잠재력이 데이터와 디지털 정체성의 결합에 위치한 새롭고 다른 규제 프레임워크에 의해서만 완전히 포착될 것이라고 제안한다. 핀테크의 발전, 신흥 시장의 엄청난 변화, 최근 규제 기관의 적극적인 자세(예: 규제 샌드박스 개발)가 잠재적으로 결합되어 하나의 규제 모델에서 다른 규제 모델로의 전환을 촉진할 수 있다.